# Мирослав Берић
Мирослав Берић (Београд, 20. јануар 1973) је бивши југословенски и српски кошаркаш. Играо је на позицији бека.

## Каријера
Берић је почео да се бави кошарком у клубу Ужичкој републици, а затим је још у пионирској конкуренцији прешао у Партизан. За први тим "црно белих" дебитовао је 1990. године, када је шеф стручног штаба био Душко Вујошевић. Током сезоне 1991/92. је био на позајмици у Профиколору, након чега се вратио у Партизан. Остао је у клубу до 1997, и освојио је три титуле првака СР Југославије, као и два Купа. Вратио се у Партизан за сезону 2000/01, када је био и најбољи стрелац ФИБА Супролиге са просечно постигнутих 23,3 поена по утакмици. Интернационалну каријеру је започео у шпанској Таукерамици 1997. године, а играо је још и за Верону, Скаволини, Жалгирис, Панелиниос, Азовмаш, Менорку и Хихон. Са Жалгирисом је био и првак Литваније, док је са Таукерамиком освојио један Куп краља.
Са репрезентацијом Југославије освојио је сребрну медаљу на Олимпијским играма 1996. у Атланти, златну медаљу на Светском првенству 1998. и златне медаље на Европским првенствима 1995. и 1997. године.

## Успеси

### Клупски
- Партизан :
  - Првенство СР Југославије (3) : 1994/95, 1995/96, 1996/97.
  - Куп СР Југославије (2) : 1994, 1995.
- Таукерамика :
  - Куп Шпаније (1) : 1999.
- Жалгирис :
  - Првенство Литваније (1) : 2003/04.

### Репрезентативни
- Европско првенство:  1995.
- Летње олимпијске игре:  1996.
- Европско првенство:  1997.
- Светско првенство:  1998.